# 殷宗文
殷宗文（1932年6月2日—2003年3月28日），江蘇省东海县人，中華民國軍事將領、政治人物。中華民國陸軍二級上将，曾任參謀本部聯三助理次長、陸軍澎防部司令、國防部軍情局長，退役後出任中華民國總統府資政。在李登輝主政期間，曾任國安局長、国家安全会議秘書長，在1996年台海危機、與1996年及2000年的兩場總統選舉時，對國家與社會有安定的功績。

## 生平
江蘇省東海出身。1947年畢業在東海師範初中部，並於同年考入南京第一中學。陸軍軍官学校25期卒業。被派遣至西德陸軍參謀大學接受軍事教育及訓練，1970年學成歸國後，升任中校、營長。之後，在三軍大學戰爭學院65年班畢業後，升上校，從旅長、師長、國防部作戰助理次長、軍團參謀長做到澎防部司令。一九八九年，殷宗文調任軍情局長，從此投入國家安全、情治工作的領域。
1989年，被任命為國防部軍事情報局局長，主要負責国家安全保障、情報工作的職責。在軍事情報局局長任職期間，已知曾計畫施行五個專案，如：龍騰、復華、宏展、突穿、先知等五個專案。特別是復華專案，該專案是派遣情報員至中國大陸潛伏，每位情報員潜伏的時間都在一年以上。
1993年、正值他满60岁想退休之際、李登輝總統任命他為中華民國國家安全局副局長，輔佐局長宋心濂。同年8月、升任国家安全局長。1999年、国家安全会議秘書長。
2000年政黨輪替之後解任，被招聘維總統府資政。2002年，因監察院就劉冠軍案加以彈劾，辭任資政職務。彈劾案中，對繼任者（即曾任国安局长、国安会秘书长的丁渝洲）大肆批評以圖撇清責任，惟外界亦有相關出版（例如，繼任者同年所出版之回憶錄），可作為當時其批評緣由之始末釐清，以受公斷。
2003年3月28日，因肺腺癌病逝於台北榮民總醫院。

## 荣誉

### 中华民国勋章奖章
- 一等云麾勋章（1999年2月1日于台北总统府颁授[2]）
- 一等景星勋章（2000年5月16日于台北总统府颁授[3]）

## 爭議
2018年前國安人員李天鐸投書自稱1990年代初他在巴黎工作外派時鋒頭太健，後來因為回國一場餐會上請了局長最不喜歡的會計室副主任，兩天內無理由就閃電被拔掉外派資格，且沒任何解釋和面報詢問機會，回國住冷宮，並暗指當時殷宗文已經在配合李登輝總統，軍人節相關紀念與討論已經在社會上被抹除淡化。餐會事件李天鐸心有不甘，特地在軍人節投稿《聯合報》發表一篇〈軍人生涯，父親無悔，我無奈〉其中訴說諸多不齒國安局的事務並以「我們再多的努力比不上長官的英明」諷刺殷宗文，從此徹底將其得罪被掛監聽，周邊人也被警告少跟他來往，最後心灰下1994年退休條件滿足後李天鐸打報告退伍，只能嘆息自己滿身的情蒐本領和多年海外經驗，有心報國卻被內鬥逼走。